# Les Puritains d'Écosse
Les Puritains d'Écosse (en anglais, Old Mortality), plus rarement intitulé Le Vieillard des tombeaux ou les Presbytériens d'Écosse, est un roman historique de l'auteur écossais Walter Scott. Il compose avec Le Nain noir la première série des Contes de mon hôte. Les deux romans sont publiés ensemble en 1816 sous le pseudonyme de Jedediah Cleishbotham, et non sous la signature habituelle « l'auteur de Waverley ».
L’action se situe en 1679, puis en 1689, dans l'ancien comté de Lanark, en Écosse. Horrifié par le sanglant esprit d'intolérance de covenantaires fanatiques, le jeune Henry Morton veut s'engager dans l'armée pour les combattre. Mais il découvre bien pire encore : les forces gouvernementales violent les droits des Écossais, se livrent à des exactions, tuent sans motif et sans jugement légal. Morton intègre alors les rangs des covenantaires. Il tient cependant à faire savoir qu'il reste un modéré : il combat pour la liberté religieuse et le respect du droit des personnes.
Certains commentateurs voient dans Les Puritains d’Écosse « le chef-d’œuvre absolu » de toute la production de Scott.

## Genèse

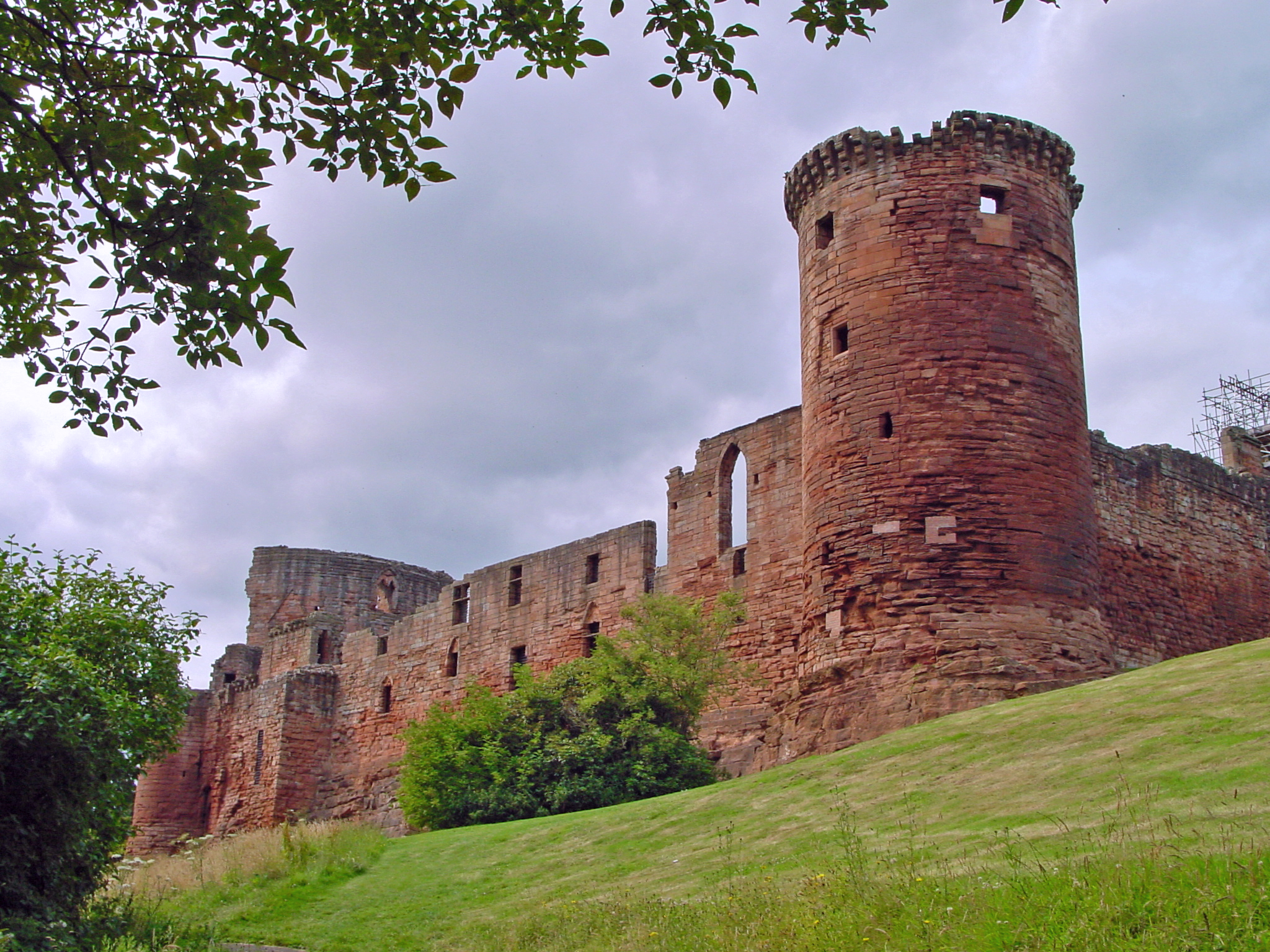
Le château de Bothwell, dans le South Lanarkshire, a inspiré en partie Tillietudlem, le château de lady Margaret.

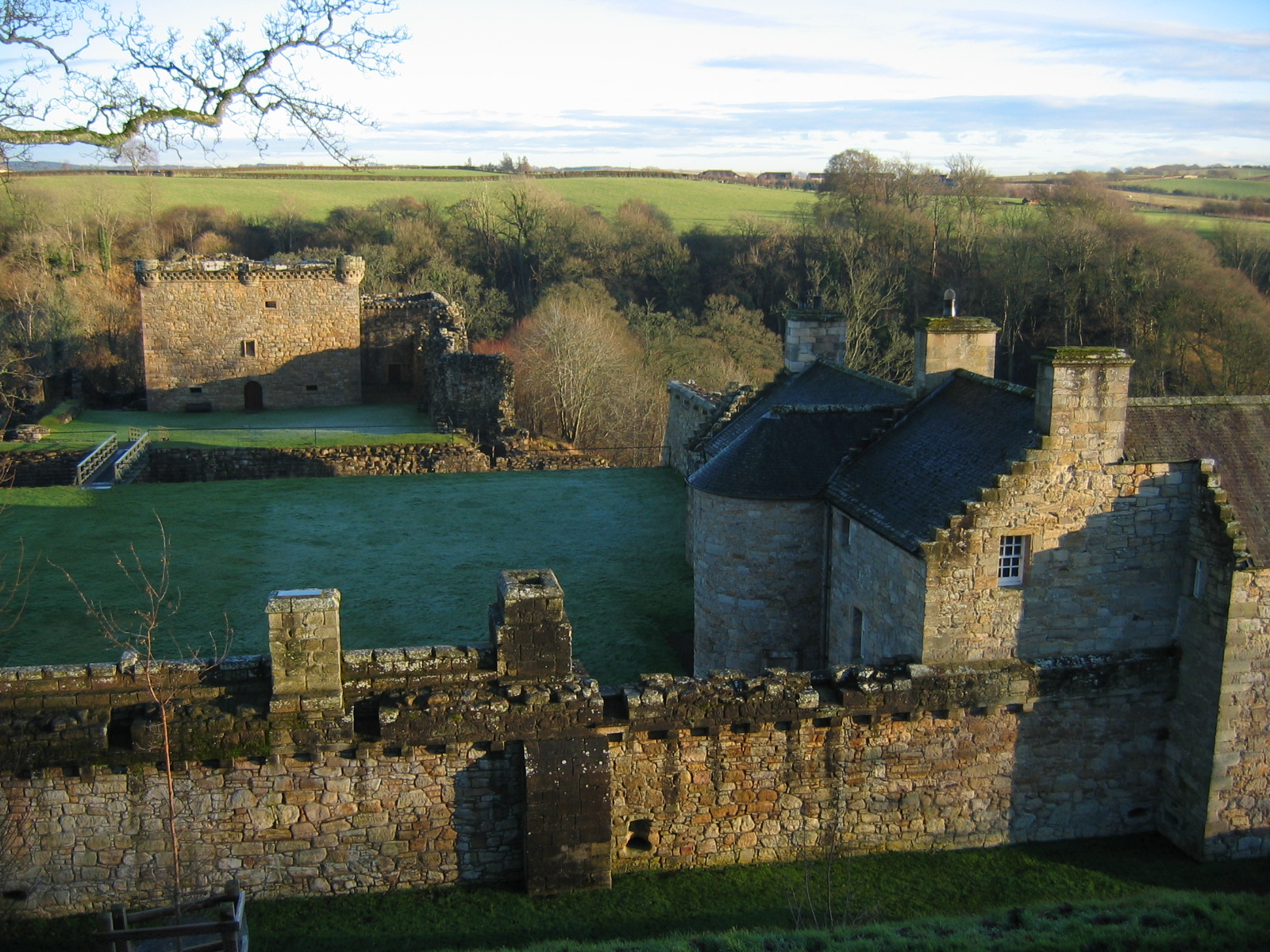
Craignethan, dans le South Lanarkshire, l'autre château ayant inspiré Tillietudlem.

Destinée « à faire connaître les anciennes mœurs écossaises », la série Contes de mon hôte doit se composer de quatre courts romans d'un seul volume, évoquant chacun les traditions d'une région différente. Le premier roman, Le Nain noir, reste fidèle à ce projet. Le deuxième, Old Mortality (Les Puritains d'Écosse), va prendre de l'importance. 
Pour Waverley, qui se passe en 1745 et 1746, Scott s'est inspiré des récits de témoins directs, parmi lesquels des anciens combattants. Ici, il fait appel à ses vastes connaissances livresques de l'histoire du XVIIe siècle.
Dix-sept ans plus tôt, il a visité dans le comté de Lanark les châteaux de Bothwell et de Craignethan, qui lui inspirent dans le roman celui de Tillietudlem. Il retourne dans le comté de Lanark en 1801 et au cours de l'été 1816.
Il écrit le livre de début septembre à début novembre 1816. Mais, s'écartant résolument du projet initial, il fait s'étendre le récit sur trois volumes — ce qui donne un roman de taille courante. 

### Titre

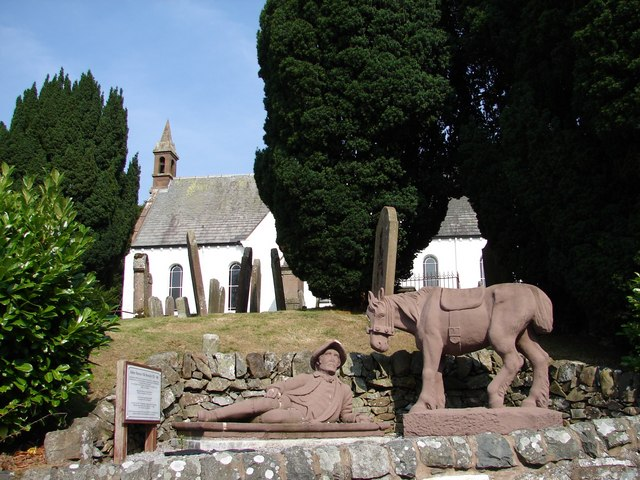
« Old Mortality » (Robert Paterson), qui donne son titre original au roman, est un vieillard parcourant l’Écosse pour entretenir les tombes des combattants covenantaires.

Le titre Old Mortality est une erreur de l’imprimeur : celui voulu par Scott était The Tale of Old Mortality (Le Conte d'Old Mortality). En effet, le livre n'est pas consacré au vieillard surnommé « Old Mortality » ; il rapporte une histoire censée avoir été racontée par lui. Le premier chapitre du roman décrit un entretien, dans un cimetière abandonné, entre ce vieil homme et Peter Pattieson, le rédacteur fictif de l'ouvrage. Le vieillard a réellement existé. Il s'appelait Robert Paterson (1715-1801). Ce tailleur de pierre occupa les quarante dernières années de sa vie à voyager à travers l'Écosse pour re-graver les tombes des martyrs covenantaires du XVIIe siècle. Scott le rencontra en 1793 dans le cimetière de Dunnottar.
Le titre The Tale of Old Mortality est rétabli dans l'édition Edinburgh University Press de Douglas Mack, en 1993.

### Publication
Scott ne publie pas ces deux premiers Contes chez son éditeur habituel, l'Écossais Archibald Constable, mais chez un concurrent anglais, John Murray, qui a un correspondant en Écosse, William Blackwood. 
La première série de Tales of My Landlord (Contes de mon hôte), composée de  The Black Dwarf (Le Nain noir, un volume) et d’Old Mortality (Les Puritains d'Écosse, trois volumes), paraît donc le 2 décembre 1816 chez Blackwood à Édimbourg et chez Murray à Londres. Scott a recours pour les Contes de mon hôte à un nouveau pseudonyme, Jedediah Cleishbotham. Ce personnage, qui se met en scène dans l'« Introduction aux Contes de mon hôte », fait donc figure de concurrent de « l'auteur de Waverley » (signature habituelle de Scott pour ses romans).

## Époque et lieux du roman

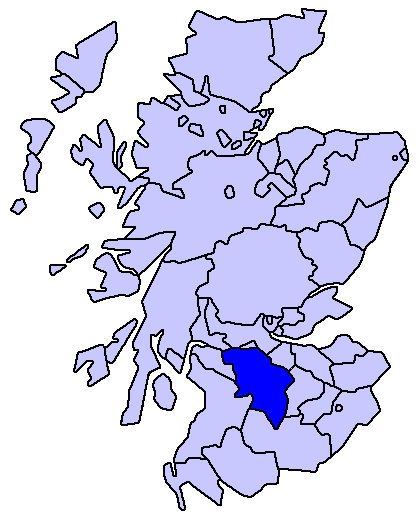
L'ancien comté de Lanark, en Écosse.

L'action, ponctuée d'événements historiques, se situe principalement dans le sud de l'ancien comté de Lanark, en Écosse. Elle débute le 5 mai 1679, dans un bourg qui n'est pas nommé, mais qui est peut-être Rutherglen. On y apprend la nouvelle de l'assassinat de l'archevêque de Saint Andrews à Magus Muir, événement qui eut lieu historiquement le 3 mai. Scott resserre un peu la chronologie, situant juste après cet assassinat la bataille de Drumclog (en) (elle eut lieu en réalité le 1er juin). Quant à la bataille de Bothwell Bridge, elle eut lieu le 22 juin, près de Hamilton, toujours dans le sud de l'ancien comté de Lanark.
Le dernier quart du livre (chapitres XXXVII à XLIX) se situe après la bataille de Killiecrankie (27 juillet 1689).

## Cadre historique
En 1660, la monarchie est restaurée outre-Manche. Charles II est roi d'Angleterre, d'Écosse et d'Irlande. En Écosse, les presbytériens tiennent à ce que leur religion soit officielle et exclusive, au détriment notamment de l'épiscopalisme. Ils aspirent à faire du presbytérianisme une forme de gouvernement souhaitée par le peuple : ils rappellent au roi qu'il a juré dix ans plus tôt adhérer aux termes du National Covenant (l'« Alliance » nationale) de 1638, qui soumet toute innovation dans l’Église et dans l’État à un examen préalable de parlements libres et d’assemblées générales. 

### Persécutions contre les covenantaires
Mais l'épiscopalisme est rétabli. Des pasteurs sont nommés évêques. Le roi fait brûler publiquement le Covenant en 1661. Et son gouvernement emploie de vigoureux moyens pour détruire l'esprit austère « qui avait été le caractère principal du gouvernement républicain ». Il cherche à faire revivre les institutions féodales. Les persécutions s'abattent sur les presbytériens réfractaires au gouvernement, que l'on appelle les « covenantaires ». La répression, menée dans le sud-ouest par le sinistre colonel Claverhouse, est féroce.
En 1669, un « Acte d'indulgence » cherche l'apaisement : les pasteurs exclus peuvent revenir dans le sein de l'Église d'Écosse sans être soumis à l'autorité d'un évêque. Le but est surtout de diviser les presbytériens : les modérés (qui acceptent l'Acte d'indulgence) s'opposent désormais aux extrémistes (qui le refusent).

### Soulèvement presbytérien de 1679

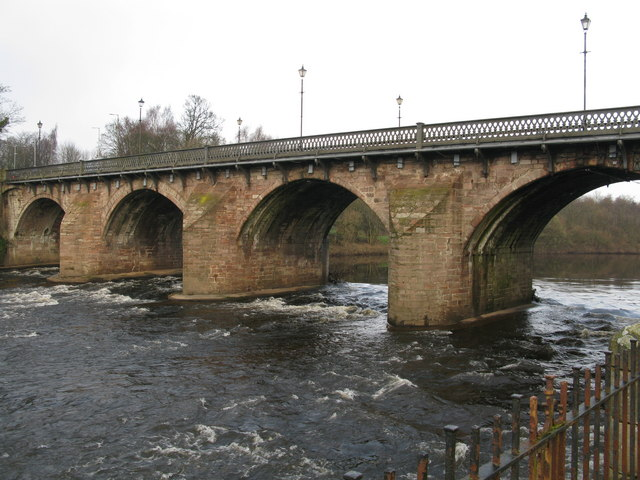
Le pont de Bothwell, théâtre de la bataille qui marque la fin de la révolte covenantaire.

Les presbytériens — modérés et extrémistes mêlés — se soulèvent en 1679 contre la décision d'introduire une hiérarchie épiscopalienne dans l'Église d'Écosse. Le 3 mai, James Sharp, l'archevêque de Saint Andrews, est assassiné. Le 1er juin, les rebelles l’emportent à la bataille de Drumclog. Mais, mal encadrés, mal armés, désorganisés, profondément divisés entre extrémistes et modérés, ils sont écrasés trois semaines plus tard à la bataille de Bothwell Bridge, ce qui met fin à leur rébellion.

### Glorieuse Révolution et naissance du jacobitisme
La Glorieuse Révolution (1688-1689) voit le renversement du roi catholique Jacques II d'Angleterre (Jacques VII d'Écosse) et l'avènement des protestants Marie II et son époux, Guillaume III, prince d'Orange. Claverhouse défend la cause de Jacques. À la tête des jacobites, il combat maintenant les forces gouvernementales. Il meurt à la bataille de Killiecrankie le 27 juillet 1689.

## Résumé
Henry Morton, jeune presbytérien orphelin, aime Edith Bellenden, une royaliste qu'aime également lord Evandale, un officier des dragons du colonel Claverhouse. 
Au soir du 5 mai 1679, Morton accepte d'abriter John Balfour de Burley, covenantaire extrémiste, l'un des assassins de l'archevêque de Saint Andrews. Morton agit par piété filiale : Burley autrefois a sauvé la vie de son père.
Le covenantaire lui propose de rejoindre les insurgés. Morton refuse. Il est horrifié par l'esprit d'intolérance de fanatiques tels que Burley. Il les juge responsables — pour avoir incité des gens pacifiques à la révolte — de l'atroce répression qui s'abat maintenant sur les presbytériens, et dévaste son malheureux pays. Se refusant à l'inaction, il décide alors de combattre les covenantaires. Il veut devenir soldat.
Mais, arrêté par les dragons pour avoir hébergé Burley, le jeune homme est emmené au château de lady Margaret, la tante d'Edith. Là, il est traduit devant le colonel Claverhouse qui sans perdre de temps le condamne à mort. Le jeune lord Evandale, le rival en amour de Morton, voit bien que cette décision met Edith au désespoir. Or, Claverhouse est son débiteur. Le lui rappelant, lord Evandale parvient à arracher la grâce de son rival à l'homme impitoyable.
Morton est entraîné avec trois autres prisonniers à la suite du régiment, qui part disperser un rassemblement de covenantaires armés, lesquels se jettent sur les soldats aux cris de : « Malheur aux Philistins incirconcis ! Périssent Dagon et ses adorateurs ! » C'est la bataille de Drumclog, qui tourne à l'avantage des insurgés. Les gardes de Morton s'enfuient. Libre, celui-ci a l'occasion, sur la fin du combat, de payer sa dette à lord Evandale : il lui sauve la vie à son tour.
Révolté par l'injustice dont il a été l'objet, Morton prend conscience de ce que les droits des Écossais sont violés par les forces gouvernementales. Les personnes sont outragées. Le sang est répandu sans motif et sans jugement légal. Le jeune homme sent alors « sa destinée individuelle liée à une révolution nationale ». Il se rallie aux insurgés. Mais il tient à faire savoir qu'il reste un modéré, et qu'il réprouve formellement des actes comme l'assassinat de l'archevêque de Saint Andrews : « Je ne partage pas les passions violentes et haineuses d'une partie de ceux qui se trouvent dans nos rangs. » Il combat pour la liberté religieuse et le respect du droit des personnes.
Les covenantaires sont battus à Bothwell Bridge par les troupes gouvernementales du duc de Monmouth. Morton doit s'exiler sur le continent durant de longues années.Tout le monde le croit mort dans un naufrage.

### Retour d'exil, après la Glorieuse Révolution
Lorsqu’il revient en Écosse en 1689, il y trouve un climat politique et religieux très différent. Jacques II a été renversé, et remplacé par le protestant Guillaume d'Orange. Les persécutions contre les covenantaires ont cessé. Les tensions sont apaisées.
Mais un conflit d'un autre ordre déchire le pays : une révolte jacobite. Le colonel Claverhouse, devenu vicomte de Dundee, mène cette insurrection qui vise à rétablir Jacques II. Claverhouse pactise d'ailleurs avec quelques-uns de ses anciens ennemis, les covenantaires les plus radicaux (comme Burley) qui reprochent à Guillaume d'Orange et Marie de n'avoir pas adhéré au Covenant. Claverhouse est tué à la bataille de Killiecrankie.
Edith et lord Evandale sont fiancés depuis quelques mois, et leur mariage est imminent. Edith et sa tante, lady Margaret, ont été dépossédées de leur château, de leur baronnie et de toutes leurs terres par Basile Olifant, un parent crapuleux : le parchemin qui faisait leur titre fut volé par Burley, qui acheta ainsi l'appui d'Olifant à son parti. Malgré la douleur de voir Edith épouser bientôt lord Evandale, Morton veut leur venir en aide. Il se met donc en quête de Burley, dont il sait qu'il détient le parchemin dérobé.
Il apprend que lord Evandale est menacé : Basil Olifant et Burley ont chacun de solides raisons de se débarrasser de l'officier, et se disposent à l'attaquer à la tête d'une bande armée. Morton fait prévenir lord Evandale, et galope chercher du secours.
Au cours de l'attaque, lord Evandale est mortellement blessé. Olifant est tué. L'arrivée de dragons hollandais que ramène Morton met fin au combat. Burley meurt en tentant de s'échapper. Lord Evandale bénit l'union de Morton et d'Edith avant de mourir à son tour.

## Personnages
- Lady Margaret Bellenden, fervente royaliste. Veuve de sir Arthur, exécuté par les presbytériens à l’issue de la bataille de Philiphaugh, en 1645. Elle a également perdu deux fils dans les guerres civiles. Le roi Charles II a passé une nuit dans son château, ce qu’elle ne cesse de rappeler à tout propos. Bienveillante à l’égard des soldats, sans soupçonner les monstruosités auxquelles ils se livrent. Entre deux mondanités elle dénonce au sanguinaire Claverhouse une mère et son fils, sans envisager une seconde le sort qui leur est réservé.
- Edith Bellenden, nièce de lady Margaret. Élevée dans des principes politiques et religieux profondément hostiles au Covenant.
- Cuddy (Cuthbert) Headrigg, valet de ferme de lady Margaret. Un air stupide et niais, animé parfois d'éclairs de finesse. Courageux, bon tireur.
- Mause Headrigg, née Middlemass, mère de Cuddy, veuve. Covenantaire fanatique, incapable de tenir sa langue devant les dragons, quelles qu’en puissent être les conséquences. Cherche non seulement à s’offrir au martyre, mais à offrir son fils (qui n’y tient nullement) par la même occasion.
- Henry Morton de Milnwood, orphelin, presbytérien modéré, fils d’un chef presbytérien ayant combattu à Philiphaugh, mais qui avait fini par se ranger sous l’autorité de Charles II. Sa fiche de police le décrit comme imparfaitement élevé, mais courageux ; indifférent pour les différentes formes de religion, mais penchant pour le presbytérianisme ; avec des idées « exaltées et dangereuses sur la liberté de penser et d’écrire » ; flottant entre les opinions des latitudinaires[16] et celles des enthousiastes ; d’un caractère doux, modeste et tranquille, mais d’un esprit ardent[17]. Il fait preuve en effet d'un caractère fier et indépendant. De la rectitude de jugement, de la fermeté d’âme. Épris de liberté, attaché aux droits des Écossais, au respect des individus, aux procédures judiciaires dans le respect de la loi. Jusqu'ici, il ne s’est attaché à aucun des partis qui divisent l’Écosse. Il affirme que ce n’est ni de l’indécision, ni de l’indifférence, mais de la tolérance : « Je résisterai, dit-il, à toute autorité humaine qui envahit tyranniquement mes droits et ma charte d’homme libre[18]. » Il est dégoûté par l'étroit esprit de parti des covenantaires, par leur sombre fanatisme, par leur aversion pour le divertissement et par leur implacable ressentiment politique. Mais il est encore plus révolté par les graves atteintes aux droits des Écossais, par les mesures oppressives et tyranniques du gouvernement, par les exactions des soldats, par les échafauds et les massacres[19]. À l’inverse de Claverhouse, il estime que Dieu a donné la vie au paysan aussi bien qu’au prince, et qu'Il n’apprécie guère que l’on détruise son ouvrage.
- Lord Evandale (William Maxwell), jeune capitaine du régiment de Claverhouse. Courtise assidûment Edith Bellenden depuis un an. Franc, loyal.
- Jenny Dennison, fidèle suivante d’Edith Bellenden. Un caractère résolu, de la hardiesse d’esprit. « Coquette de village », elle connaît « tous les fainéants du canton », qu’elle tourmente à plaisir et dont elle obtient tout ce qu’elle veut. Cuddy Headrigg et le dragon Tom Holliday comptent au nombre de ses soupirants. Elle verrait mieux sa maîtresse épouser lord Evandale que Henry Morton.
- David Morton de Milnwood, vieil oncle de Henry, presbytérien modéré. Avare, égoïste, sordide et tyrannique.
- Aylie (Alison) Wilson, vieille femme de charge favorite de David Milnwood. Avare. Se donne un air d’importance. En elle, la mauvaise humeur dispute la place à une bonté naturelle. Aime ses maîtres plus que tout au monde, et se plaît souvent à les tourmenter.
- Niel Blane, joueur de cornemuse et aubergiste. Toujours de bonne humeur, plein de malice et de finesse. Prudent et pacifique, il ne s’intéresse pas aux querelles qui divisent l’Église et le gouvernement. Il préfère chercher à contenter tout le monde. Boit de l’ale et de l’eau-de-vie avec les royalistes comme avec les covenantaires, et joue de la cornemuse pour les uns comme pour les autres.
- Cornette Dick (Richard) Grahame, personnage historique, neveu du colonel Claverhouse.
- Brigadier Francis Stuart, dit Bothwell, archétype du dragon imbécile, agressif, ivrogne, haineux, grossier, brutal, voleur. Il croupit dans un état de misère, presque méprisé. Il est pourtant le petit-fils de Francis Stuart, cinquième comte de Bothwell, lui-même petit-fils de Jacques V d'Écosse. Mais ses meilleurs sentiments se sont dégradés, son orgueil a dégénéré en un dédain hautain de l'opinion. Cet homme « bizarre et malheureux » cache une sensibilité fleur bleue, cultivant le souvenir d'un vertueux amour de jeunesse.
- John Balfour de Kinloch, ou Burley, personnage historique, l’un des assassins de l’archevêque de Saint Andrews. Quartier-maître général de l’armée covenantaire, de la tendance extrémiste. Il a réellement tenu, dans la défense du pont de Bothwell, le rôle dont Scott le crédite. Ancien compagnon d’armes du père de Henry, il lui a jadis sauvé la vie. Sombre, rêveur et entreprenant, audacieux, impétueux, violent, opiniâtre, indomptable. Le but de tous ses désirs est de devenir le chef des presbytériens. D’une démence sporadique. Armé de sa bible et de son épée, il livre de fréquents combats nocturnes à « l’Ennemi » (Satan). Mais il peut dompter soudain son imagination déréglée. Il sait cacher les accès de ses délires, s’ils doivent le discréditer. Il sait également les différer, pour que les superstitieux en soient témoins.

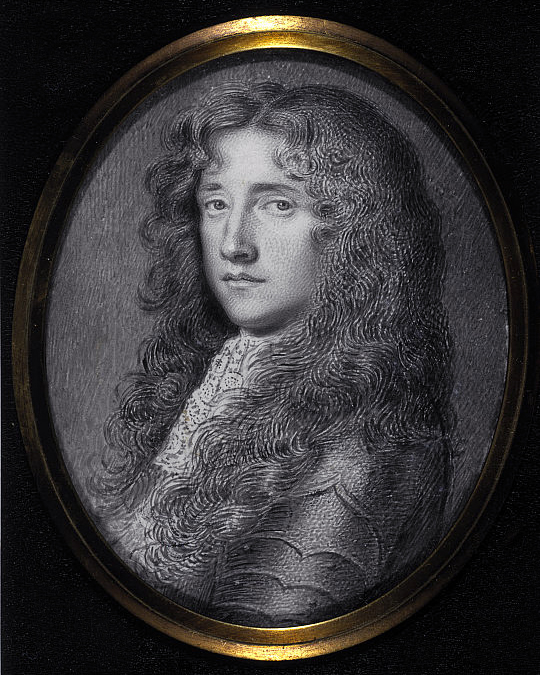
John Graham de Claverhouse.

- Tom Holliday, dragon. Courtise Jenny.
- Pierre Poundtext, pasteur « toléré » — c’est-à-dire bénéficiant de la Déclaration d’indulgence de Charles II. Chef covenantaire de la tendance modérée. Pédant.
- Colonel Grahame de Claverhouse, officier royaliste. Personnage historique. Chargé de la répression dans le sud-ouest de l'Écosse. Surnommé Bluidy Clavers (« Clavers le sanglant ») par les historiens presbytériens. L’archevêque assassiné avait été son premier protecteur et son ami. Toujours courtois, toujours à l’aise. Beaucoup de sang-froid. Généreux et chevaleresque. Brave, entreprenant, hardi, ardent à rechercher le succès, en même temps que prudent et calculateur. De la pénétration et une grande connaissance du cœur humain. Profond politique, il s’est pénétré « de ce mépris des droits individuels qu’inspirent les intrigues de l’ambition ». Terrible et vindicatif, indifférent à la vie des hommes, il autorise ou commande à ses soldats cruautés et humiliations. Mais il ne cède à cette violence que par un principe politique. Il affirme n’avoir aucunes vues d’intérêt personnel lorsqu’il est sévère, avide ou ambitieux. Il dit n’avoir d’autre but que le service du roi et le bien de son pays. Il ne se défend pas d’être un fanatique, mais précise que son fanatisme est inspiré par l’honneur, quand celui d’un Burley naît d’une « sombre et farouche superstition[20] ». Il méprise tout ce qui est d’une classe inférieure à la sienne. Selon lui, faire couler le sang de paysans n'est pas aussi grave que faire couler celui de gentilshommes et de prélats.
- Major Miles Bellenden de Charnwood, royaliste, beau-frère de lady Margaret, ancien camarade du père de Henry.
- Kilsythe, vieux cheval du major Bellenden. Ainsi nommé en hommage à une victoire des royalistes sur les covenantaires en 1645.
- Révérend Gabriel Kettledrummle, vieux et gros prédicateur, chef covenantaire de la tendance extrémiste. Tonitruant quand l’ennemi est loin, il devient muet sur le champ de bataille. Son visage sans expression semble annoncer qu’il entre dans la composition de son être « moins d’esprit que de matière ».
- David Haxton de Rathillet, chef covenantaire, un des assassins de l’archevêque de Saint Andrews. Historiquement, c’est lui qui défendit le pont de Bothwell, haut fait attribué dans le roman à Henry Morton.
- William Cleland, personnage historique, poète, chef des covenantaires à la bataille de Drumclog.
- Ephraïm MacBriar, prédicateur, chef covenantaire de la tendance extrémiste. Fanatique souffreteux, il se révèle héroïque devant la torture et la mort, refusant de livrer Burley.
- Habacuc Mucklewrath, dit Magor-Misabid, énergumène illuminé, covenantaire fanatique qui fut longtemps en prison et en est sorti fou. Prédicateur forcené, emphatique, délirant, hagard et décousu. Certains pensent que l’Esprit l’inspire. À grand renfort de citations bibliques, il en appelle au massacre des femmes, des enfants et des vieillards[21].
- Laird de Langcale, chef covenantaire de la tendance modérée, mais toujours prêt à embrasser l’avis du plus fort.
- Duc de Monmouth, Anglais, personnage historique, aîné des quatorze enfants illégitimes de Charles II, commandant général de l’armée d’Écosse. Doux, bon, humain et conciliant, courtois, parfois hésitant.
- Tam Dalzell (Thomas Dalyell of the Binns), général écossais. Fameux par ses cruautés et le peu de cas qu’il fait de la vie des hommes. Un courage sans mélange d’humanité. Sanguinaire, féroce, plus craint et plus détesté des covenantaires que Claverhouse lui-même. Personnage historique.
- Basil Olifant, dernier héritier mâle de feu le comte de Torwood. Juge de paix. Prudent, fourbe, hypocrite. Mécontent du gouvernement parce que lady Margaret obtient la succession de son père, à laquelle il prétend avoir des droits. Espérant recouvrer ces biens à la faveur des troubles, il a un marché en ce sens avec Burley : il lui promet de le joindre avec tous ses vassaux, si lady Margaret est déshéritée. Mais sitôt qu’il apprend la défaite des covenantaires, il affirme n’avoir agi que dans l’intérêt du gouvernement. Dans les derniers temps de Jacques VII, il n’hésite pas à se faire papiste pour plaire à des juges. Lors de la Glorieuse Révolution, afin d’entrer dans les bonnes grâces du nouveau gouvernement, il s’empresse d’affirmer avoir toujours été presbytérien.
- Bessie (Elizabeth) MacLure, cabaretière presbytérienne, veuve. Au soir de la bataille de Drumclog, elle soigne et cache lord Evandale blessé, qui est traqué par les covenantaires. Elle sait pourtant qu'il est un officier du régiment qui a tué ses deux fils (le deuxième a été fusillé sous ses yeux, et elle est devenue aveugle depuis). Elle est punie d'avoir eu des fils covenantaires en devant héberger constamment des dragons.

## Accueil
L'accueil est enthousiaste. Certes, des presbytériens dénoncent comme caricaturale la peinture que l’auteur fait des covenantaires. Mais critiques et historiens tiennent à défendre Scott : les covenantaires extrémistes étaient bien aussi fanatiques, burlesques ou violents qu’il les a décrits.
Selon Henri Suhamy, tout le monde s'accorde à inclure Les Puritains d'Écosse parmi les chefs-d'œuvre de Scott, et il s'agit peut-être du « chef-d'œuvre absolu de toute sa production ».

## Traductions en français
La première série des Contes de mon hôte est publiée à Paris sans nom de traducteur par Gabriel-Henri Nicolle en 1817, en quatre volumes in-12, sous le titre Les Puritains d'Écosse et Le Nain mystérieux, Contes de mon hôte, recueillis et mis au jour par Jedediah Cleisbotham, maître d'école et sacristain de la paroisse de Gandercleugh. La traduction serait, selon Antoine-Alexandre Barbier, d'Auguste-Jean-Baptiste Defauconpret. Une « traduction nouvelle », signée Defauconpret, apparaît dans l'édition 1827 de Charles Gosselin (successeur de Nicolle).
Dans la traduction d'Albert Montémont qui constitue le tome VII d'une édition en 27 volumes d'œuvres de Scott (1830-1832) chez Armand-Aubrée, le titre du roman Old Mortality devient Le Vieillard des tombeaux ou les Presbytériens d'Écosse.
Le roman n'a pas été publié en français, en version intégrale, depuis le XIXe siècle.

## Œuvres tirées du roman
- Achille Dartois, Théodore Anne et Jules Henri de Tully, L'Exilé, vaudeville en deux actes, tiré des Puritains d'Écosse de Walter Scott, représenté pour la première fois sur le théâtre du Vaudeville, à Paris, le 9 juillet 1825[30].
- Paul Féval, Les Puritains d'Écosse : drame en 5 actes et 12 tableaux, tiré du roman de Scott, représenté pour la première fois au Théâtre historique, le 19 mai 1849[31].
- Eugène-Louis Charpentier, Les Puritains d'Écosse, huile sur toile, 81 × 46,5 cm. Représente Robert Paterson restaurant une stèle.

## Œuvres que l’on a cru inspirées du roman
- I puritani, opéra de Vincenzo Bellini. Beaucoup ont cru cette œuvre tirée des Puritains d’Écosse. Mais, si le triangle amoureux est le même, l’intrigue se situe en Angleterre, et au temps de Cromwell, soit quelque trente ans plus tôt que celle du roman de Scott. Bellini s’inspire en réalité de Têtes rondes et Cavaliers, drame historique de Jacques-François Ancelot et Saintine (Joseph Xavier Boniface)[32].
- Camille Roqueplan, Les Puritains d'Écosse, huile sur toile « d’après Walter Scott ou d’après l’opéra qu’en tira Vincenzo Bellini », coll. Musée de la vie romantique, Hôtel Scheffer-Renan, Paris[33]. La scène représentée n’est pas dans le roman du même nom. Il s'agit plus certainement de la première scène de Woodstock (qui se passe en Angleterre), où un militaire independent prend en chaire la place du ministre presbytérien. Au premier plan figure un lévrier qui n'est pas non plus dans Les Puritains d'Écosse, mais pourrait bien être Bevis, le lévrier de Woodstock.